# Sokol (Metro Moskau)

Die Bahnsteighalle

Sokol (russisch Сокол Ausspracheⓘ) ist ein 1938 eröffneter U-Bahnhof der Metro Moskau an der „grünen“ Linie. Seinen Namen (wörtlich „Falke“) verdankt er dem gleichnamigen Stadtteil, in dem er sich befindet.

## Lage
Die Station Sokol liegt zwischen den Stationen Aeroport und Woikowskaja der Samoskworezkaja-Linie. Sie verfügt über zwei Ausgänge an beiden Seiten der Ausfallstraße Leningradski-Prospekt, die stadtauswärts in die Leningrader Chaussee, auch bekannt als Fernstraße M10, übergeht. Die Ausgänge haben keine Rolltreppen und verfügen jeweils über ein Vestibülgebäude. Der Bahnsteig der Station liegt knapp zehn Meter unter der Erdoberfläche.

## Geschichte und Architektur
Der U-Bahnhof wurde am 11. September 1938 eröffnet, gleichzeitig mit der Inbetriebnahme des ersten Abschnitts (Teatralnaja–Sokol) der grünen Linie. Da die Station damals als Endstation der Linie diente, entstand in ihrer Nähe ein Zugdepot für den Fuhrpark der Samoskworezkaja-Linie, das ebenfalls den Namen Sokol erhielt und bis heute in Betrieb ist. Ursprünglich verfügte die Station nur über einen Ausgang an der Südseite des Leningradski-Prospekts, während der Nordausgang erst im Jahre 1949 errichtet wurde.
Die Bahnsteighalle, die nach Entwurf der Brüder Jakowlew erbaut wurde, weist mit ihrer gewölbeartigen Deckenkonstruktion, die in der Mitte von einer Reihe aus viereckigen Stützsäulen zweigeteilt wird, Ähnlichkeiten mit einer Kathedrale auf. In dieser Form erinnert die Halle stark an den Berliner U-Bahnhof Heidelberger Platz. Die Wände der Halle sind mit Marmor aus Birobidschan verkleidet, der Fußbodenbelag besteht aus rotem und grauem Granit.